# 竜崎遼児
竜崎 遼児（りゅうざき りょうじ、1953年9月14日 - ）は、日本の漫画家。長崎県五島市出身。血液型はB型。

## 人物
中学生のころ横山光輝の『伊賀の影丸』、さいとう・たかをの劇画を読み、影響を受ける。その後、手塚治虫、ちばてつやの漫画にも感動して漫画家を目指す。高橋わたる、新岡勲、荘司としおのアシスタントを経て、1972年、『漫画ホット』（秋田書店）に掲載の「番格流れ者」でデビュー。『炎の巨人』『どぐされ球団』と野球漫画を続けてヒットさせる。その後も『ウォー・クライ』（ラグビー）、『ばっくれ一平! 』（野球）などのスポーツ漫画や『闘翔ボーイ』（総合格闘技）、『雷電王』（相撲）などの格闘技漫画を発表した。
初期は少年誌で活動していたが、後に青年誌でも執筆するようになった。絵柄から熱血スポーツ漫画のイメージが強いが、丁寧な取材や資料集めでジャンルの最新トレンドを掘り下げることから、『闘翔ボーイ』は史実より先に立ち技最強トーナメントや円形リングでのファイトを描き、『ばっくれ一平! 』はメジャーリーグの日本市場進出を描いていた。
落語家の柳家喬太郎のファン。

## 略歴
- 1972年 - 「番格流れ者」によりデビュー。
- 1974年 - 「炎の巨人」の連載を開始。
- 1976年 - 『月刊少年ジャンプ』で「どぐされ球団」の連載を開始。
- 1986年 - 『週刊少年サンデー』で「闘翔ボーイ」の連載を開始。
- 2002年 - 『週刊パーゴルフ』で「インパクト」の連載を開始。

## 作品リスト
- 炎の巨人 - 『週刊少年ジャンプ』（1974年 - 1975年）、原作：三枝四郎
- プロレス対柔道 - 週刊少年ジャンプ（1976年）、原作：桜井康雄
- 実録 巨人軍物語 - 週刊少年ジャンプ（1976年）、原作：吉田憲生
- どぐされ球団 - 『月刊少年ジャンプ』（1978年 - 1982年）
- ウォー・クライ - 『少年ビッグコミック』（1980年 - 1981年）
高校ラグビーを扱ったもので、不良少年を集めて作られたチームが舞台。
- 甲子園の狼 - 『週刊少年ジャンプ』（1981年36号 - 39号）
- 19番ホールの鷹 - 『月刊少年ジャンプ』（1984年）
- 弾アライブ - 『少年ビッグコミック』（1985年）
- おれがHERO - 『マガジンSPECIAL』（1985年8号 - 1986年）
- ストリートファイター - 『月刊少年ジャンプ』（1985年）
喧嘩屋「海燕のジョー」こと伊波譲児の物語。
- BE WILD ユウ - 『週刊少年マガジン』（1986年2・3号 - 18号）
ユウこと勇次は幼馴染の玲に「10年後にファーストキスをもらう」約束をしてアメリカに渡る。10年後に帰国したユウは玲のファーストキスがボクシングの世界チャンピオン・チャーリーに奪われていたことを知り、己のプライドをかけてチャンピオンに挑戦する。
- 闘翔ボーイ - 『週刊少年サンデー』（1987年 - 1988年）
- ばっくれ一平! - 『週刊少年サンデー』（1989年 - 1990年）
2年連続最下位の巨人軍を暴力事件のために無名だった沢村一平と異端のシャーク轟監督が巨人軍を立て直す。そこへ大リーグからの先鋒として新球団・東京ヤンキースがセ・リーグに加盟してくる。
- ARHAN（アラハン） - 『月刊少年マガジン』（1991年）
- 雷電王 - 『コミックバーガー』（1991年 - 1994年）原作：M.A.T.
アメリカで格闘技を学んで帰国した雷電王は格闘技の技を応用した反則スレスレの荒技で白星街道を爆進するが、伝統を重んじる相撲協会は雷電王をつぶそうとする。本作に登場する横綱・播磨鷹（はりまおう）は『ああ播磨灘』（さだやす圭）の主人公・播磨灘から。
- ナック - 『月刊コミックジャングル』（1992年、ワニブックス）
- 湾 <one> - 『ビジネスジャンプ』（1994年3号 - 1994年20号）
- J・BOY - 『少年マガジン』（1994年 - 、月刊マガジンKC）
- なにくそ！！ - 『漫画サンデーフォアマン』（実業之日本社）（1998年）原作： 今野敏
- インパクト - 『週刊パーゴルフ』（2002年 - 2019年）、原作：坂田信弘

## アシスタント
- 中川カ〜ル